# Elattoneura perisi
Elattoneura perisi – gatunek ważki z rodziny pióronogowatych (Platycnemididae). Znany tylko z jednego stanowiska w Gwinei Równikowej.